# Dani Levy
Dani Levy (Basileia, 17 de novembro de 1957)  é um cineasta, encenador e ator suíço.

## Trabalho
É um dos fundadores da associação criativa alemã X Film. Foi casado com a atriz alemã Maria Schrader, Judeu, Levy disse que foi influenciado pela teoria da psicóloga Alice Miller, publicada em 1980, que algo deve ter acontecido de mal com Hitler em sua infância.

## Filmografia
- 1986 - Du mich auch
- 1989 - RobbyKallePaul
- 1992 - I Was on Mars
- 1993 - Ohne mich
- 1995 - Stille Nacht
- 1998 - Meschugge
- 1999 - Das Geheimnis
- 1999 - Aimée & Jaguar
- 2002 - Väter
- 2004 - Alles auf Zucker!
- 2007 - Mein Führer – Die wirklich wahrste Wahrheit über Adolf Hitler